# Apidog
Apidogは、Apidog, Inc.によって開発されたAPI管理ツールである。APIの設計、仕様書生成、開発、デバッグ、テスト自動化、モックサーバーなどの機能を搭載している。日本語に対応。

## 歴史
2022年5月7日に機能は完成しているが、一般ユーザー向けに公開されたのは2022年8月30日となった。Apidogは最初、Web (REST) APIにのみ対応できたが、2023年におけるバージョンアップにより、RESTの他にGraphQL、Websocket、gRPCなどの多数の通信プロトコルに対応。2023年5月8日から日本語に対応、それに伴って、UIとヘルプドキュメントも日本語化された。

## 製品の機能
APIデザイン中心の開発プラットフォームとして、API設計、モック、テスト、ドキュメント作成を1つのプラットフォームで実装可能。API管理機能は、API仕様書の設計、データのインポートとエクスポート、データモデル（Schema）の利用、バージョンコントロール、ドキュメント共有を実現できている。APIの開発プロセスをより効率的にするため、Apidogで環境と変数の利用が利用される。また、作成したテストのシナリオにテストのステップを追加すると、APIのシナリオテストとテストの自動化が実現可能だという。